# Bureau B
Bureau B is een Duits platenlabel gevestigd in Hamburg.
Het label brengt elektronische muziek uit in de breedste zin des woords en wijkt af en toe uit naar Krautrock en punk. Een van de eerste uitgaven was een heruitgave van de single Rheinita van La Düsseldorf. De uitgebrachte albums bevinden zich meestal in de uitersten van de elektronische muziek, zoals You en Faust. Andere artiesten zijn Hans Roedelius en/met Dieter Moebius met of zonder Cluster,  Palais Schaumburg (band) en Pyrolator.